# Viva Technology
Viva Technology (или VivaTech) е ежегодно събиране, посветено на технологичните иновации и стартиращи фирми, основано през 2016 г. Провежда се всяка година на Paris Expo Porte de Versailles в Париж, Франция и се организира от групите Les Échos и Publicis. Три дни на VivaTech са изключително насочени към стартиращи фирми, инвеститори, мениджъри, студенти и преподаватели. На четвъртия ден събитието се отваря за широката публика.
Изданието през 2023 г. постига рекорд, като привлича повече от 150 000 посетители за цялото времетраене на събитието, почти 60 000 повече от предишното издание. Това означава, че броят на посетителите на Viva Tech през 2023 г. надхвърля този на CES, еталонният панаир в областта на новите технологии, който се провежда всяка година в Лас Вегас.